# Steg, Hudiksvalls kommun
Steg är en by i Rogsta socken i Hudiksvalls kommun, nordöstra Hälsingland.
Steg ligger längs europaväg 4 cirka 10 kilometer norr om Hudiksvall. Byn består av enfamiljshus samt bondgårdar.
Öster om byn ligger Långsjön (26,6 m ö.h.). Mellan byn och sjön ligger också Ostkustbanan. 
Norra Hälsinglands Järnväg hade en station i Steg.